# Egisto Roggero
Egisto Roggero (Genova, 1867 – Milano, 1930) è stato uno scrittore e saggista italiano.

## Biografia
Nasce nel 1867 a Genova. Le sue opere spaziano dal racconto, al romanzo, al saggio scientifico fino a interventi in ambito teatrale e narrativa per ragazzi. Ha pubblicato, nel periodo di attività,  su alcune fra le maggiori riviste letterarie dell'epoca (Marzocco, Liguria, Iride, ecc). Alcune altre opere sono state pubblicate postume. La sua città e la terra di origine hanno influito in modo determinante sul suo pensiero “rivierasco” e sulle sue opere, che molto spesso hanno per argomento il mare.

## Opere

### Racconti
- Vecchie storie musicali, Milano: Casa ed. Galli di C. Chiesa, Fr. Omodei-Zorini e F. Guindani, 1895 Monografia - Testo a stampa [IT\ICCU\LO1\0178407]
- I racconti della quiete, Milano: Galli, 1896 Monografia - Testo a stampa [IT\ICCU\CUB\0557016]
- Il Settecento galante, Milano: Casa Edit. Galli, 1896 (Tip. Wilmant di L. Rusconi) Monografia - Testo a stampa [IT\ICCU\CUB\0557022]
- Il Giglio, Milano: Ditta Edit. Brigola di G. Marco, 1898 (Tip. Golio) Monografia - Testo a stampa [IT\ICCU\CUB\0557018]
- L' eredita del genio, disegni di A. Terzi; incisioni di Ballarini e Turati, Roma: Enrico Voghera, 1898 Monografia - Testo a stampa *[IT\ICCU\NAP\0183067]
- Le Ombre del passato: racconti, Milano: Fratelli Treves, 1901 Monografia - Testo a stampa [IT\ICCU\CUB\0557028]
- I racconti meravigliosi, Milano: La poligrafica, 1901 Monografia - Testo a stampa [IT\ICCU\NAP\0183730]
- Komokokis: racconto; con 14 disegni di Fortunino Matania, Milano: Fratelli Treves, 1904 Monografia - Testo a stampa [IT\ICCU\LO1\0439236]
- Le piccole scene, Firenze: Istituto Tip. Ed. Il Pensiero, 1915 Monografia - Testo a stampa [IT\ICCU\CUB\0557029]
- I racconti della mia riviera, Milano: Fratelli Treves, 1918 Monografia - Testo a stampa [IT\ICCU\TO0\0809381]
- Io sorrido così... : Novelle gaie, Milano: C. Aliprandi, 1922 (Tip. La Stampa Commerciale) Monografia - Testo a stampa [IT\ICCU\CUB\0557023]
- Le rose del natale: fiabe, Palermo: S. Biondo, 1922? Monografia - Testo a stampa [IT\ICCU\PAL\0190563]
- La Primavera di Doretta: Racconto, Milano: A. Vallardi Edit. Tip., 1927 Monografia - Testo a stampa [IT\ICCU\CUB\0557026]

### Romanzi
- Romanzo in una goccia d'azzurro, La Spezia: Casa editrice dell'Iride, 1900 Monografia - Testo a stampa [IT\ICCU\UBO\2580925]
- San Giorgio: Storie di corsari, Torino: Unione Tipografico Editrice Torinese, 1913 (Off. Poligrafica Ed. Subalpina) Monografia - Testo a stampa [IT\ICCU\CUB\0557034]
- Il primo amore, Firenze: Quattrini, 1913 Monografia - Testo a stampa [IT\ICCU\LIA\0022446]
- Il re giovane, Firenze: Quattrini, 1913 Monografia - Testo a stampa [IT\ICCU\LIA\0022448]
- La fiamma nel nevaio; copertina di Adelina Zandrino, Torino: Lattes Editori, stampa 1920 Monografia - Testo a stampa [IT\ICCU\RAV\0081488]
- I fantasmi del passato, Firenze: A. Quattrini, 1926 (Tip. Fiorentina) Monografia - Testo a stampa [IT\ICCU\CUB\0557013]
- Nao-Ne: romanzo di mare, Milano: Fratelli Treves, 1928 Monografia - Testo a stampa [IT\ICCU\LO1\0439238]
- Il romanzo della cuscuta, Milano: Agnelli, 1928 Monografia - Testo a stampa [IT\ICCU\LO1\0439242]
- Romoletta e sigillino: Romanzo per ragazzi, Torino: S.E.I., 1929 (San Benigno Canavese, Scuola Tipografica) Monografia - Testo a stampa IT\ICCU\CUB\0557033]

### Saggi e Varia
- Una città morta: Ferento, Milano: Fratelli Treves, 1903 Monografia - Testo a stampa [IT\ICCU\RLZ\0302030]
- Anton Giulio Barrili: giornalista, soldato, letterato, Genova: Stabilimento Tip. del Successo, 1906? Monografia - Testo a stampa [IT\ICCU\UBO\2600092]
- La bancarotta dell'amore: le ultime e le novissime idee sulla famiglia e l'amore, Firenze: Istituto editoriale Il Pensiero, pref. 1914 *Monografia - Testo a stampa [IT\ICCU\USM\1395749]
- Il male letterario, Firenze: "Il Pensiero", 1915 Monografia - Testo a stampa [IT\ICCU\RAV\1673124]
- La vita di Pietro Aretino / F. Chasles; a cura di Egisto Roggero, Firenze: Istituto ed. Il pensiero, 1915 (Firenze: Off. tip. La linotype) Monografia - Testo a stampa [IT\ICCU\CUB\0183031]
- Come si riesce con la pubblicità : l'arte nella pubblicità, Milano: Ulrico Hoepli, 1920 Monografia - Testo a stampa [IT\ICCU\LO1\0546973]
- La giovinezza morale di Mazzini; con prefazione di Francesco Ruffini, Bologna: Zanichelli, stampa 1920 Monografia - Testo a stampa [IT\ICCU\RAV\0172019]
- Le nostre madri ricordate dai migliori scrittori italiani passati e viventi, Milano: Fratelli Treves, 1921 Monografia - Testo a stampa [IT\ICCU\CUB\0386861]
- Cristianesimo o misticismo?, Milano: Unitas, 1921 Monografia - Testo a stampa [IT\ICCU\LIA\0831018]
- Alla ricerca di una definizione della musica, Milano: Unitas, 1926 Monografia - Testo a stampa [IT\ICCU\LO1\0727233]
- Il mare: nella scienza, nella vita, nella civiltà, Torino: Unione Tipografico Editrice Torinese, 1928 Monografia - Testo a stampa [IT\ICCU\CAG\1293035]
- Come devo educare la mia memoria? In sostituzione del manuale B. Plebani l'arte della memoria, Milano: Ulrico Hoepli, 1929 Monografia - Testo a stampa [IT\ICCU\CUB\0557014]
- Enimmi della scienza moderna: realtà di domani, Milano: Ulrico Hoepli, 1930 Monografia - Testo a stampa [IT\ICCU\LO1\0439234]

### Edizioni Postume
- La vita nel mondo delle piante, Torino: Unione Tipografico Editrice Torinese, 1931 Monografia - Testo a stampa [IT\ICCU\LO1\0366977]
- Leonardo, Milano: A. Corticelli, stampa 1939 Monografia - Testo a stampa [IT\ICCU\LO1\0518337]